# 贝格兰
贝格兰是奥地利下奥地利州梅尔克县的一个市镇。总面积33.91平方公里，总人口1847人，人口密度53.1人/平方公里（2012年）。